# 西風 (漫画家)
西風（にしかぜ、NISHIKAZE、本名 西堀 勝太郎 男性、1959年〈昭和34年〉1月25日 - ）は、日本の漫画家。静岡県沼津市出身、在住。

## 概要
主に自動車をテーマにする漫画家として知られる。
漫画家になることを夢見て絵の練習に励んでいた頃、『GTコミック』という雑誌を読んで熱中してしまい、それ以来、自動車をテーマに描くようになった。
デビュー当時は漫画の描き方をほとんど知らなかったらしく、出版社の付けてくれたアシスタントから知識や技術を得ていた。そのためか、初期には海外コミックスの影響を思わせる独特の描写が見られる。
商業誌デビューは1986年に集英社の『週刊ヤングジャンプ増刊号』に掲載された『GTroman』であるが、作者にとっての実質的な処女作は同社『週刊ヤングジャンプ』に1987年に掲載された「W-SHOCK」前後編であるとのこと。この作品は丁寧に仕上げるあまり時間がかかってしまい、制作途中に『GTroman』第1話を描きあげている。
漫画家としての活動が軌道に乗るにつれて交友関係も広がり、過去には友人、知人、出版関係者らと自動車クラブを結成して、ヒストリックカーによるレース活動やサーキットでの走行会を行っていた。当時の様子はコミックスに収録されたレースレポート等で窺える。
この後、バイクにも興味を示し、バイク雑誌の企画でカスタムバイクを製作して所有している。

## 作風
作品に登場するのは、自動車を愛し自らいじり倒すことを人生の喜びとしている市井の人々（エンスーと呼ばれる人々も含む）と、彼らに愛される国内外の名車、旧車たちである。
クルマの改造やレストアを直接題材にすることはほとんど無く、クルマを操る喜びや走る気持ちよさ、クルマをとりまく人間模様を描くことに主眼を置いている。
特徴として、クルマ好きな男女の活躍や恋愛を軽妙かつコミカルに描く作品と、不良の雰囲気を色濃く漂わせる作品が両立している点が挙げられる。
西風の描く恋愛はドライでカラッと描写されることが多く、感傷的なストーリーはあるが湿っぽく表現されることはほとんど無い。
作品に漂う不良っぽさは、ヤクザや暗い過去を持つ人物を題材とした作品だけではなく、普通のクルマ好きが描かれた作品にもある。
また、煙草に火を付けるカットがしばしば場面転換に用いられている。
『LAST MOMENT』を描き始めた頃からは、作品中にちょっと下品で艶っぽい（エロっぽい）要素も加味されている。また、この作品は題材がそれまでメインとしていたクルマから大きく離れており、物語の幅が広がっている。

## 作品について
『GTroman』
出世作で代表作でもある。
若かりしころ沼津一円の「族」全ての相談役をしていたマスターが経営するカフェ「roman」を舞台に、自動車マニア達が引き起こす悲喜こもごもの出来事を、ちょっと不良っぽく洒脱に描いている。シリーズ後半では、カフェ「roman」とは直接関連の無いストーリーも登場し、不良っぽい雰囲気は薄れてくる。
このシリーズは『週刊ヤングジャンプ増刊号』から掲載が始まり、その後『月刊ベアーズクラブ』で長らく連載され、最後は『ビジネスジャンプ』で連載が終了した。
コミックスには『ノスタルジックヒーロー』に掲載された作品も収録されている。集英社版コミックス第11巻の巻末には「以下続刊」とあるが、第11巻が最終巻となっている。
『DEADEND STREET』
ほぼ『GTroman』の流れを汲んだ短編集で、ネコパブリッシングが発行する自動車月刊誌『Tipo』に創刊号から連載された14話を収めている。コミックスにはVol.01と表記され続巻の予定もあったようだが、Tipo誌担当者とのトラブルによって連載は中断したため、続巻は発表されていない。
『CROSS ROADS』
クルマ好きな男女の恋物語などを軽妙に描いた初の全話オールカラー短編集で、『GTroman』に見られた不良っぽさはほとんど影を潜めている。
この作品は『週刊ヤングジャンプ』に連載されたが、同時期に『月刊ベアーズクラブ』で『GTroman』も連載していた。
『LAST MOMENT』
1992年から双葉社の『週刊漫画アクション』に連載された、初の長編漫画である。西風が尊敬するいしかわじゅんが双葉社版コミックスに寄せたあとがきによれば、西風に長い話、暗くシリアスな話、旧車の出ない話を描いて欲しかった。このうちの「長い話」が『LAST MOMENT』として発表されたとの事。
本作は、亡祖父の探偵事務所を引き継いだ主人公の青年が、祖父の友人で秘められた過去を持つ3人の老人（彼らが真の主役ともいえる）に助けられながら事件を解決していくハードボイルドもので、旧車・名車は話を引き立てる脇役として登場している。
この連載中に持病の痔が悪化して手術を受けたことなど、諸般の事情によって連載は中断され、再開されることは無かった。
1996年、紆余曲折を経て『LAST MOMENT』は、書き下ろし作品を加えたコミックスとして発行にこぎつけた。西風はあとがきの中で、双葉社の担当者に深い謝意を表している。
『DEADEND STREET完全版』
ネコパブリッシング版の『DEADEND STREET』に新たに13話を加えて全27話とした完全版。
『GARAGE』
色々な雑誌に掲載された作品をまとめた短編集。ちなみに、先述の『LAST MOMENT』のあとがきにおいていしかわじゅんが述べていた「暗い話」「旧車の出ない話」に相当するのが、1話目に収録された「BLOODY」である。また、真の処女作と言える前後編「W-SHOCK」も収録されている。
『GTroman完全版』
集英社版『GTroman』に未掲載作品などを追加して再編集した完全版。
西風自身、『GTroman』をライフワークにしようと考えたこともあったが、『GTroman完全版』の最終話を描いたことで、一抹の寂しさを感じながらも、このシリーズに一区切りをつけた。
『SPEEDSTER』
収録されている全19話の内14話は、『GTroman完全版』に追加分として収録されていた作品を再収録したもの。
『SEX MACHINE』
2002年にオートバイ雑誌『バイクブロス』生誕10周年および『BikeBros首都圏版』3周年を記念して、同誌に初のオートバイ漫画『SEX MACHINE』を連載。また、同時企画としてHONDACD50Sのスペシャル・カスタム企画「西風レーシング倶楽部」も連載し、実際にマシンの製作に当たっている。
西風の趣味を具現化すべく「悪魔のように格好良く、血のように紅く、イタリアンテイスト溢れる」マシンを目指し、タンク、マフラー、シートなどはワンオフで製作され、車体はイタリアのオートバイメーカーDUCATIの純正レッドで塗装された。
エンジンはDOHC124ccへボアアップし、さらにトランスミッションなどにも手を加えた結果、ほぼ原型を留めないまでにカスタム化され、100万円程を費やしたカフェレーサーへと変貌を遂げた。名前はその性能にふさわしい「Nishikaze Benly "STRANA SPECIALE PICCOLO"（ストレーナ・スペチアーレ・ピッコロ）」と命名された。
その後も色々手を加えられ、仲間とのツーリングに度々駆り出されている。その様子は『GTroman STRADALE』で紹介されている。
『PIT START』
関わった人々を不幸に陥れるため「疫病神」の異名をとる轟ワタルが、ひょんなことからヒストリックカーレースへの参戦を目指す長編漫画。
『GTroman STRADALE』
2006年から、モーターマガジン社より『GTroman STRADALE』と題された雑誌を隔月刊で発行している。
巻頭の描き下ろし漫画は、再びカフェ「roman」を舞台とし、マスターを筆頭におなじみのキャラクターが齢を重ねた姿で顔をそろえている。
新キャラクターも登場しているが、以前よりも中年以上の人物をメインに据えた話が多く描かれるようになった。
誌面はその他に、PICCOLOとバイク仲間に関するエッセイ「六輪の書」や既発表作品の再収録などで構成され、過去のモーターマガジン誌に掲載された名車の紹介記事が転載されることも多い。過去には、いしかわじゅんや山川健一、田中光二らの小説も掲載された。
2010年6月26日発行の第18巻を最後に続刊は発売されていない。
旧作の復刻
2008年には、過去に発表された『DEADEND STREET』、『LAST MOMENT』、『CROSS ROADS』がそれぞれ復刻版としてモーターマガジン社から刊行された。ただし、これら復刻版は全てオリジナルより判型が小さく、画の細部がつぶれてしまった箇所が散見される。
特に『CROSS ROADS　復刻版』は、集英社版のオールカラーからモノクロに変更（巻頭部分はカラー）されたため、モノクロページのコマは、ほぼ全て画が不鮮明になっている。
『GTroman STRADALE』 コミックス
2009年に、雑誌『GTroman STRADALE』に掲載された描き下ろし漫画と既出作品を再収録したコミックスが発行。題名は誌名と同じ『GTroman STRADALE』である。2010年10月に発売された第4巻の帯には「遂にファイナル」との記載がある。
『新説時代劇集忍者猿飛』
2011年から2012年にかけて時代劇専門コミック誌『コミック乱 ツインズ』にて連載。自動車もバイクもいっさい出てこない作者初の時代劇で、猿飛佐助伝説を独自の解釈で描いている。現在単行本1巻が出ているが、その後続刊は発売されていない。
『GARAGE PARADISE』
2018年にリイド社から発行された、完全新作のコミックス。全4巻。
『GTroman LIFE』
2020年にネコパブリッシングから発行された、カフェ「roman」に集うなじみのキャラクターを描いた、新作コミックス。新キャラクターも登場している。最終ページに、第1巻を示すものと思われる「1」の表記がある。

## 作品リスト
- GTroman（集英社刊 全11巻）1988年 - 1997年発行
- DEADEND STREET Vol.1（ネコパブリッシング刊 全1巻）1991年発行
- CROSS ROADS（集英社刊 全4巻 オールカラー ハードカバー）1991年 - 1993年発行
- DEADEND STREET 完全版（集英社刊 全1巻 ハードカバー）1993年発行
- GARAGE（双葉社刊 全1巻）1994年発行
- LAST MOMENT（双葉社刊 全2巻 一部カラー）1998年発行
- GTroman完全版（リイド社刊 全10巻）2000年発行
- SPEEDSTER（リイド社刊 全1巻）2001年発行
- SEX MACHINE（リイド社刊 全2巻）2003年発行
- PIT START（リイド社刊 全1巻）2004年発行
- DEADEND STREET（モーターマガジン社刊 全1巻）2008年発行

※DEADEND STREET 完全版に、名車紹介のカラーページを新規に追加した復刻版。
- LAST MOMENT（モーターマガジン社刊 全1巻)2008年発行

※双葉社版の2巻を1巻にまとめた復刻版で、一部カラー。
- CROSSROADS（モーターマガジン社刊 全2巻）2008年発行

※集英社版の4巻を2巻にまとめた復刻版で、一部カラー。
- GTroman STRADALE（モーターマガジン社刊 雑誌 2010年6月時点、18巻まで発行）
- GTroman STRADALE（モーターマガジン社刊 コミックス オールカラー 2010年10月時点、第4巻まで発行）
- 新説時代劇集 忍者 猿飛（リイド社刊 全1巻）2012年発行
- GARAGE PARADISE（リイド社刊 全4巻）2018年発行
- GTroman LIFE（ネコパブリッシング刊）2020年発行

## CM出演
- JA静岡県「JAモーターローン」（1993年、静岡県ローカル。サングラスをかけて顔出し出演[注 1]）